# Influenzavirus A subtipo H5N2
El influenzavirus A subtipo H5N2, también conocido como virus de la gripe aviar, es una especie de influenzavirus tipo A del virus de la gripe, perteneciente a la familia de los Orthomyxoviridae.
El subtipo infecta una amplia variedad de aves, incluyendo pollos, patos, pavos, halcones y avestruces. Las aves afectadas generalmente no aparecen enfermas, y la enfermedad es a menudo leve a medida que los subtipos virales de gripe aviar van mutando. Algunas variantes del subtipo son mucho más patógenas que otras, y los brotes de H5N2 "de alta trayectoria" resultan en el sacrificio de miles de aves en granjas avícolas de vez en cuando. Parece que las personas que trabajan con aves pueden ser infectadas por el virus, pero no sufren casi ningún efecto notable para la salud. Incluso las personas expuestas a la variedad del virus H5N2 altamente patógena que mató a los polluelos de avestruz en Sudáfrica sólo parecen haber desarrollado conjuntivitis, o tal vez una enfermedad respiratoria leve. No hay evidencia de propagación de humanos a humanos de H5N2. El 12 de noviembre de 2005 se informó que se encontró que un halcón tenía el virus H5N2.

## Vacuna
En China, el H5N2 inactivado se ha utilizado efectivamente como vacuna avícola para el virus H5N1.

## Epidemiología

### Rusia
En diciembre de 2017, la Organización Mundial de Sanidad Animal (OIE), con sede en París, anunció que el Ministerio de Agricultura ruso detectó H5N2 altamente patógeno que condujo al sacrificio de más de 660.000 aves en el Óblast de Kostroma, Distrito Federal Central. Los propietarios informaron que los pollos dejaron de respirar y sus crestas se volvieron azules. La fábrica se vio afectada por el virus al menos dos veces durante el año. La investigación más tarde encontró que el forraje no se desinfectó térmicamente antes de la dispersión y el agua era de baja calidad.

### Corea del Sur
En Corea, los patos han sido destruidos en la granja desde que los funcionarios de cuarentena detectaron la sospecha de baja cepa patógena H5N2 de gripe aviar el 1 de diciembre de 2004.

### Japón
En Japón, el virus H5N2 fue aislado o se identificó un anticuerpo anti-H5 a partir de pollos en 40 granjas de pollos en la prefectura de Ibaraki y en una granja de pollos en la prefectura de Saitama de junio a diciembre de 2005. La cepa fue nombrada como A/ pollo /Ibaraki/1/2005(H5N2). Alrededor de 5,7 millones de aves fueron destruidas en Ibaraki después de los brotes de H5N2.

### Taiwán
En Taiwán, se confirmó un brote de H5N2 en diciembre de 2008.
En marzo de 2012, la primera aparición documentada en Taiwán de gripe aviar altamente patógena H5N2 fue reportada a la Organización Mundial de Sanidad Animal (OIE). El brote comenzó en febrero de 2012.

### Sri Lanka
En Sri Lanka, el Ministerio de Salud confirmó el brote de H5N2 en Bingiriya en Sri Lanka en enero de 2012. Alrededor de 5000-6000 pollo fueron destruidos, después de que algunos de ellos fueron confirmados después de haber infectado con H5N2.

### Sudáfrica
En 2006, un brote de H5N2 en una sola granja en Sudáfrica dio lugar a la destrucción de sus sesenta avestruces. La cepa era similar a la que causó brotes en Sudáfrica 2004-2005.
En 2012, una cepa de gripe aviar altamente patógena está devastando la industria del avestruz comercial sudafricano, con 41.000 aves ya registradas sacrificadas.

### Estados Unidos
El virus H5N2 de la gripe aviar poco patógena en las aves de corral más tarde ganó una virulencia acentuada en los Estados Unidos y México. Una cepa altamente patógena de H5N2 causó brotes de gripe con una propagación significativa a numerosas granjas, lo que resultó en grandes pérdidas económicas en 1983 en Pensilvania, Estados Unidos en pollos y pavos, en 1994 en México en pollos y un brote menor en 1997 en Italia en pollos.
En febrero de 2004, se produjo un brote en Texas y el rebaño afectado fue sacrificado sin ninguna transmisión adicional.
En 2007, se encontró una cepa baja en patógenos de H5N2 en muestras recogidas de 25.000 pavos en Virginia Occidental en una prueba de rutina antes de su sacrificio. Las aves no mostraron signos de enfermedad o mortalidad. Se tomaron medidas para evitar que el virus mutara y se propagara.
En 2015, se identificó un brote de H5N2 en una serie de operaciones de cultivo de pollos y pavos en la región del Medio Oeste de los Estados Unidos. Hasta el 30 de mayo, más de 43 millones de aves en 15 estados habían sido destruidas como resultado del brote, incluyendo casi 30 millones sólo en Iowa, el mayor productor de huevos del país.
En enero de 2017, el Departamento de Agricultura de los Estados Unidos anunció que H5N2 fue descubierto en un pato en el condado de Fergus, Montana.

### Canadá
En febrero de 2009, una granja comercial de pavos en Abbotsford, Columbia Británica (el Valle del Fraser) fue golpeada por un brote de H5N2, y 36 sitios fueron puestos en cuarentena como medida de precaución.
En julio de 2016, una granja de patos "cerca de St. Catharines, Ontario" fue el lugar de un brote de H5N2. La CFIA dirigió el tratamiento biológico térmico del compost en las instalaciones infectadas para asegurar que se destruyera un reservorio para el virus.

### Caribe
El 21 de diciembre de 2007, se encontró un brote de H5N2 en la República Dominicana. 15 gallos y 2 gallinas fueron eliminados a pesar de que no tenían signos visibles de infección.
En octubre de 2017, el Departamento dominicano de Agricultura anunció que el H5N2 fue descubierto en varios pollos en Moca, República Dominicana, en una provincia del norte del país.
En mayo y junio de 2008, hubo tres brotes de gripe aviar H5N2 de baja patogenicidad en aves en tres lugares del centro, norte y sur de Haití.

## Casos en humanos
El Ministerio de Salud de Japón dijo en enero de 2006 que los trabajadores agrícolas avícolas de la prefectura de Ibaraki podrían haber estado expuestos al H5N2 (que no se sabía previamente que infectaba a los seres humanos) en 2005. El gobierno de la prefectura de Ibaraki recopiló datos de 257 trabajadores en 35 granjas de pollos. Se determinó que sus títulos de anticuerpos H5N2 después del brote eran significativamente más altos que los recogidos antes del brote.
El 5 de junio de 2024 fue confirmado por la Organización Mundial de la Salud el primer caso de H5N2, en humanos, en México. El Punto Focal Nacional (PFN) del Reglamento Sanitario Internacional (RSI) de México notificó a la OPS/OMS un caso confirmado de infección humana por el virus de la influenza aviar A(H5N2) el 23 de mayo de 2024. Este es el primer caso humano confirmado de infección por un virus de la influenza A(H5N2) reportado a nivel mundial y la primera infección por el virus aviar H5 en una persona reportada en México. Aunque actualmente se desconoce la fuente de exposición al virus en este caso, se han reportado virus A(H5N2) en aves de corral en México. El virus de la influenza aviar A(H5N2) fue detectado en un residente del Estado de México de 59 años de edad, hospitalizado en la Ciudad de México y sin antecedentes de exposición a aves de corral u otros animales. El 17 de abril, el caso presentó fiebre, dificultad para respirar, diarrea, náuseas y malestar general. El 24 de abril, el caso buscó atención médica, fue internado en el Instituto Nacional de Enfermedades Respiratorias "Ismael Cosío Villegas" (INER) y falleció el mismo día por complicaciones de su condición.